# Lonchoptera unicolor
Espèce
Lonchoptera unicolor est une espèce de diptères de la famille des Lonchopteridae.

## Publication originale
- (en) Qibiao Dong, Baoping Pang et Ding Yang, « Lonchopteridae (Diptera) from Guangxi, Southwest China », Zootaxa, Magnolia Press (d), vol. 1806, no 1,‎ 20 juin 2008, p. 59-65 (ISSN 1175-5334 et 1175-5326, OCLC 49030618, DOI 10.11646/ZOOTAXA.1806.1.4, lire en ligne).